# Teutis
Teutis (en grec antic Τεῦθις, «Teûthis») era una antiga ciutat al centre d'Arcàdia.
Pausànias diu que juntament amb Metídrion i altres ciutats pertanyia a la confederació o territori (συντέλεια) d'Orcomen, i els seus habitants van ser traslladats a Megalòpolis quan es va fundar aquesta ciutat l'any 370 aC. Afegeix que en el seu temps era un poblet, però que havia estat una ciutat molt important, i que a l'expedició dels aqueus a la guerra de Troia hi havien anat amb un contingent de tropes manades per un cap anomenat Teutis o Ornit. Aquest cap, segons la tradició, s'havia enemistat amb Agamèmnon quan aquest era a l'Àulida, i s'havia retirat amb el seu exèrcit després d'haver ferit a Atena en una cuixa. Llavors el poble de Teutis va patir una intensa sequera i va deixar de donar fruit, fins que van oferir una imatge de la deessa amb una bena a la cama, que Pausànias encara va veure. També diu que a la ciutat hi havia temples dedicats a Afrodita i a Àrtemis.